# Print on demand
Il print on demand (in italiano stampa su richiesta o pubblicazione su richiesta) è un servizio di stampa che prevede la realizzazione di un libro dietro ordinazione anche di una singola copia.
Questo tipo di servizio è utilizzato soprattutto da piccole case editrici per pubblicazioni di nicchia, oppure da autori che realizzano direttamente una pubblicazione senza l'intermediazione di un editore (autopubblicazione o self publishing), rimanendo in tal modo titolari di tutti i diritti di sfruttamento commerciale sulla propria opera e sostenendo solo i costi di impaginazione con grafica editoriale ed eventualmente di rilascio del codice ISBN. Le imprese che offrono questi servizi realizzano i libri, nella maggioranza dei casi, con sistemi di stampa in digitale e l'ordine avviene via web.
La stampa su richiesta non va confusa con l'editoria a pagamento, un diverso segmento di mercato in cui gli autori ordinano a proprie spese una pubblicazione affidandone la cura complessiva a un editore in grado di valutare, correggere e promuovere il libro.

## Procedimento
Alcune case editrici preparano un volume e lo mettono in vendita attraverso i canali di distribuzione più diversi (cataloghi, internet, ecc.) senza stamparlo. Le copie vengono successivamente stampate, spesso con tecnologia digitale, solo sulla base delle richieste dei possibili acquirenti. Altre case editrici, oltre a vendere il numero di copie richieste dall'autore, tengono altre copie a magazzino per rispondere immediatamente alle sollecitazioni del mercato (proprio sito di e-commerce, siti delle più importanti librerie on-line, librerie, biblioteche, distributori ecc.).
Nel caso di stampa in modalità digitale, la sua peculiarità consiste nel garantire elevata qualità di stampa (pari e, a volte, superiore rispetto alla stampa tipografica tradizionale) anche tirando un numero molto basso di copie del libro.

## Vantaggi
Rispetto al processo tipografico tradizionale in offset, non vi sono costi relativi ai passaggi intermedi (impianti, pellicole, lastre, avviamento macchine) necessari alla trasformazione di un file di testo in un libro. A ciò si aggiunga la rapidità di esecuzione (circa 5 giorni o addirittura inferiori) che rende la stampa su richiesta indicata per tutte le iniziative editoriali che prevedono, oltre alla bassa tiratura, ristampe con aggiornamenti frequenti o personalizzazioni di singole copie.
Gli svantaggi cominciano a manifestarsi sulle tirature medie e diventano evidenti con le tirature alte: il costo medio per copia praticamente non diminuisce e pertanto diventa non competitivo con la stampa tradizionale.
Negli ultimi anni sono nate molte case editrici specializzate nel pubblicare libri su richiesta ed in basse tirature, alcune delle quali ne fanno il proprio core business.

## Utilizzatori
La stampa su richiesta è utilizzata soprattutto dalle piccole case editrici perché permette di abbattere i costi di magazzino e di ridurre i rischi dovuti a tirature arbitrarie. Negli ultimi anni ne sono nate molte specializzate nel pubblicare libri in basse tirature, alcune delle quali ne fanno il proprio business principale.
Esistono imprese che offrono un servizio completo attraverso il proprio sito, permettono ad ogni autore di effettuare l'upload delle proprie opere e gli offrono una vetrina virtuale con cui presentarle. Ciò permette anche ad iniziative culturali che tendono alla diffusione e non alla vendita dei libri, iniziative che normalmente offrono gratuitamente tali opere in formato digitale, di renderle disponibili anche nella forma cartacea agli interessati senza affrontare costi editoriali. L'utente in pratica accede al sito di stampa su richiesta, ordina la copia che gli interessa, paga anticipatamente via web e la copia viene stampata e consegnata all'utente in tempi brevissimi.

## Stampa su richiesta di libri fuori catalogo
Le case editrici, soprattutto quelle di grandi dimensioni, hanno numerose opere ormai uscite di catalogo. La richiesta a volte è di una certa rilevanza, ma non in numero sufficiente a giustificare una ristampa in offset. La soluzione tecnica è offerta dalla stampa digitale: tutte le volte che il testo è già disponibile in forma digitale, praticamente il costo unitario di riprodurre una, cento o quattrocento copie tende ad essere identico. Per ristampe d'ordine superiore comincia ad affacciarsi la concorrenza della stampa tipografica. Queste "mini-ristampe" possono essere curate dallo stesso editore od affidate ad apposite organizzazioni.

## Stampa per aree geografiche
La stampa digitale permette anche di decentrare la produzione, stampando fisicamente il libro in luoghi diversi in base alla vicinanza del cliente, riducendo costi e tempi di consegna.

## Stampa su richiesta da internet
Si stanno sempre più diffondendo siti web che permettono il download gratuito di libri. In genere essi offrono anche la possibilità di avere la stampa di un testo su richiesta, a prezzo contenuto, in genere inferiore a quello di una copia con la stampante domestica e relativa rilegatura.

## Editoria automatica
Uno dei nuovi sistemi editoriali che si sono aperti grazie alla stampa su richiesta è la cosiddetta "editoria automatica": il libro viene prodotto e messo in vendita in modo completamente automatico, senza alcuna supervisione editoriale umana, grazie ad appositi software, sfruttando contenuti disponibili nel pubblico dominio o con licenze libere.
La stampa tedesca e la blogosfera hanno criticato Amazon.com per avere messo in vendita nel suo sito decine di migliaia di libri "on demand" che si limitavano ad assemblare voci di Wikipedia, in varie lingue, partendo da categorie e parole chiave dell'enciclopedia online (producendo talvolta titoli involontariamente ridicoli e privi di senso) e in cui le immagini erano sostituite da semplici link. Questi titoli erano stati prodotti dall'azienda americana Books L.L.C. e da tre sussidiarie di Mauritius dell'editore tedesco VDM Publishing: Alphascript Publishing, Betascript Publishing e Fastbook Publishing. Alcuni clienti, ritenendo la pratica ingannevole e al limite della truffa (per quanto formalmente rispettosa delle leggi sul diritto d'autore), hanno chiesto ad Amazon di ritirare dalla vendita questi libri. La collaborazione tra amazon.com e VDM ebbe inizio nel 2007.
Un'ipotesi diversa è quella di PediaPress, la cui attività di stampa su richiesta è frutto di un apposito accordo con Wikimedia Foundation.